# 衛克堉
衛克堉（？—？），中國清朝官員，山西鳳臺（今晉城市）人。曾於乾隆二十六年至二十九年間任福建省臺灣府諸羅縣知縣，掌管縣境(轄區在今雲林縣虎尾溪以南、嘉義縣、嘉義市、臺南市鹽水溪以北)內政理事務。

## 生平
- 乾隆十七年（1752年），壬申科舉人出身。後任永定知縣。
- 乾隆二十六年（1761年），三月接替李倓任臺灣府諸羅縣知縣。
- 乾隆二十七年（1762年），重建嘉義縣署。[1]選定「玉山雪淨、蘭井泉甘、羨圃風清、北香秋荷、南浦春草、梅坑月霽、月嶺曉翠、牛溪晚嵐」為諸羅八景。
- 乾隆二十九年（1764年），五月調離諸羅縣知縣，由張所受接任。